# Night and the City (1992)
Night and the City (Alternativtitel: Die Nacht von Soho, auch: Angeschlagen) ist ein US-amerikanisches Filmdrama von Irwin Winkler aus dem Jahr 1992. Die Handlung beruht auf einem Roman von Gerald Kersh. Der Film ist eine Neuverfilmung des Films Die Ratte von Soho aus dem Jahr 1950.

## Handlung
Harry Fabian (De Niro) ist ein schnell redender, unbedeutender New Yorker Anwalt, der in einer Bar namens Boxers abhängt, die Phil (Gorman) und seiner Frau Helen (Lange) gehört. Harry hat eine Affäre mit Helen, die davon träumt, ihre eigene Bar zu eröffnen und Phil zu verlassen. In der Bar sieht er einen Artikel in der New York Post über einen Mann, der von einem Boxer verprügelt wurde. Er ruft den Mann auf Phils Telefon an und schlägt ihm eine Klage gegen den Boxer vor, mit der Begründung, dass seine Fäuste legal als Waffen gelten. Der Boxer wird von Ira "Boom Boom" Grossman (King) promotet, der versucht, Harry von der Idee abzubringen, den Boxer zu verklagen. Prompt wird die Klage vom Richter abgewiesen, der weiß, dass sie unbegründet ist.
Nachdem er die Welt des Boxens aus nächster Nähe gesehen hat, beschließt Harry, Box-Promoter zu werden und beantragt eine Lizenz. Er rekrutiert Boom Booms entfremdeten Bruder, den ehemaligen professionellen Preisboxer Al Grossman (Warden), als seinen Partner. Boom Boom versucht, Harry aus dem Kampfgeschäft zu drängen, aber als Al Harry beschützt, schreckt Boom Boom vor Angst zurück.
Al bittet Phil um ein Darlehen von 15.000 Dollar, um die Kosten für den Kampf zu decken. Helen, die ihre Chance wittert, inszeniert einen Streit mit Harry und verlangt, dass er 7.500 Dollar aufbringt, mit dem Versprechen, dass Phil den gleichen Betrag aufbringen wird. Helen schießt Harry die 7.500 Dollar selbst vor, so dass Harry den Kredit absichern kann. Phil verspricht, dass er Harry das Geld am Tag vor dem Kampf auszahlen wird. Sie gibt ihm weitere 5.000 Dollar, damit er ihr hilft, ihre eigene Bar einzurichten und eine Schanklizenz zu besorgen. Harry hat einen Freund in der Federal Liquor Administration, der ihm eine Blanko-Lizenz zur Verfügung stellt, aber $7500 dafür verlangt; da Harry nur $5000 hat, muss er einen Drucker beauftragen, die gedruckten Details einzutragen, was die Lizenz im Grunde zu einer Fälschung macht. er gibt Helen die Lizenz, erzählt ihr aber nicht alle Details, wie er sie bekommen hat.
Boom Boom versucht ein letztes Mal, Harry zu überreden, die Idee aufzugeben, und bietet ihm Geld an, um aus dem Kampfgeschäft auszusteigen. Harry erklärt, dass er seine Karriere damit verbracht hat, schnelle und einfache Fälle zu verfolgen, die für kleine Geldbeträge erledigt werden können. Er erzählt Boom Boom, dass er einmal einen Fall hatte, bei dem die NYPD fälschlicherweise einige Leute zusammengeschlagen hatte, weil sie einen Haftbefehl für das falsche Haus ausgestellt hatten. Anstatt sie vor Gericht zu bringen, akzeptierte er das Angebot der NYPD über 20.000 Dollar, um den Fall loszuwerden. Er beharrt darauf, dass er ausnahmsweise nicht das Geld nehmen und weglaufen wird. Boom Boom droht, Harry zu töten, wenn Al, der bereits zwei Herzinfarkte hatte, etwas zustößt.
Nach einem hässlichen Streit im Boxershop verlässt Helen schließlich Phil.
Immer noch darauf bedacht, Harry von der Beförderung fernzuhalten, trifft sich Boom Boom mit Phil und enthüllt, dass Helen mit Harry geschlafen hat. Wütend ruft Phil die staatliche Alkoholbehörde an, um sie zu informieren, dass Harry Helens Lizenz gefälscht hat. Er tut so, als sei alles in Ordnung mit Harry, und bietet an, am Abend vor dem Kampf eine Dinnerparty zu veranstalten. Nach der Party sagt er Harry, dass er die $7.500 am nächsten Tag, also am Morgen des Kampfes, haben wird.
Helen weckt Harry in seiner Wohnung auf, und sie sprechen über ihre neuen Unternehmungen. Ihre neue Bar wird in der Nacht seines Kampfes eröffnet. Harry geht zu Boxers und wartet gespannt auf Phil. Als Phil eintrifft, fragt Harry ihn nach dem Geld. Phil sagt, er habe gedacht, Harry mache Witze, und dann enthüllt er, dass er von seiner Affäre mit Helen weiß, während er Harry verprügelt. In seiner Verzweiflung, den Kampf über Wasser zu halten, leiht sich Harry 12.000 Dollar von dem skrupellosen Kredithai Mr. Peck (Wallach). Am Veranstaltungsort gerät Al in einen Kampf mit einem der Angestellten und erleidet einen tödlichen Herzinfarkt. Nach dem Kampf geht Harry zu Helens neuer Bar, nur um festzustellen, dass sie wegen seiner gefälschten Lizenz geschlossen wurde.
Boom Booms Schläger tauchen auf, um seine Drohung wahr zu machen. Harry und Helen fliehen und werden in einer Gasse in die Enge getrieben. Harry versucht sich herauszureden, indem er erklärt, dass die Schläger hinter dem Kerl her sein sollten, der mit Al gekämpft und seinen Herzinfarkt verursacht hat. Er wirft Pecks 12.000 Dollar in die Luft als letztes Ausrufezeichen seiner Rede und geht mit Helen an den Schlägern vorbei, wobei er sie unter seinem Atem fragt: "Wie habe ich mich geschlagen?" Die Schläger schießen Harry in den Rücken und werfen ihre Pistolen in einen Müllcontainer.
Der Film endet damit, dass Helen Harrys Hand hält, als er in einen Krankenwagen gelegt wird, und immer noch optimistisch über die Zukunft spricht.

## Kritiken
Roger Ebert kritisierte in der Chicago Sun-Times vom 23. Oktober 1992 die Darstellung von Robert De Niro und schrieb, dass der von ihm gespielte Charakter nicht wie ein „Lover“ wirken solle. Die Darstellungen von Cliff Gorman und Jessica Lange kritisierte er als „zu realistisch“, wobei die erzählte Geschichte nicht realistisch sei. Der Film erzeuge nicht denselben Effekt wie der Vorgängerfilm. Ebert lobte die Darstellung von Alan King.
Das Lexikon des internationalen Films bezeichnete den Film als „wenig überzeugend“ und „langweilend“.

## Hintergrund
Der Film wurde in New York City gedreht. Er spielte in den Kinos der Vereinigten Staaten ca. 6,2 Millionen US-Dollar ein.